# آتیلا ایلهان
آتیلا ایلهان (به ترکی استانبولی: Attilâ İlhan) (زاده ۱۵ ژوئن ۱۹۲۵ – درگذشته ۱۰ اکتبر ۲۰۰۵) شاعر، نویسنده، روزنامه نگار، داستان‌نویس و فیلمنامه‌نویس ترک بود.

## زندگی‌نامه
ایلهان در سال ۱۹۲۵ میلادی در شهرستان «منمن» ازمیر در غرب ترکیه زاده شد. در سن ۱۶ سالگی و در سال ۱۹۴۱ به دلیل نقل یک شعر از ناظم حکمت شاعر برجستهٔ ترکیه در نامه‌ای به دوست خود، دستگیر شد و به مدت دو ماه تحت بازداشت قرار گرفت.
وی به دلیل اینکه دارای پرونده سیاسی در شهربانی ترکیه شده بود، از دبیرستان اخراج شد و بعد از اعتراض به این حکم، سه سال بعد دیوان عالی اداری ترکیه در سال میلادی مجدداً حکم به امکان ادامه تحصیل وی صادر کرد.
ایلهان بعد از پایان دوره دبیرستانی در استانبول، در رشته حقوق دانشگاه استانبول ثبت نام کرد. او اولین کتاب شعر خود را در سال اول دانشگاه در سال ۱۹۴۸ میلادی با امکانات مالی خود منتشر ساخت.
وی از سال ۱۹۴۹ تا سال ۱۹۵۱ به دلیل حمایت از ناظم حکمت و افکار وی مجبور به اقامت اجباری در فرانسه شد و در سال ۱۹۵۱ به ترکیه بازگشت. ایلهان بعد از بازگشت به ترکیه مجدداً به تحصیلات خود در دانشکده حقوق ادامه داد. ولی با شروع به کار روزنامه‌نگاری، در سال چهارم، تحصیلات حقوق خود را نیمه تمام گذارد.
وی از سال ۱۹۵۳ شروع به نوشتن مقالات در روزنامه‌های مختلف ترکیه کرد و به دلیل آشنایی با صنعت سینما، علاوه بر فعالیت ادبی، در زمینه نقد فیلم نیز فعالیت داشت. آتیلا ایلهان از سال ۱۹۷۳ تا ۱۹۸۱ در آنکارا اقامت داشت و در این سال به استانبول نقل مکان کرد و آثار خود را در این شهر منتشر ساخت.
«آتیلا ایلهان» در سال ۲۰۰۵ در سن ۸۰ سالگی به دلیل سکته قلبی درگذشت.

## آثار
ایلهان علاوه برنوشتن ده‌ها کتاب شعر، قصه، هزاران مقاله ادبی، تهیه و تدوین برخی سناریو فیلم‌های سینمایی در ترکیه را نیز عهده دار شده بود. فیلم‌هایی که سناریوی آنها را ایلهان نوشته، اکنون جزو فیلم‌های کلاسیک تاریخ صنعت سینمای ترکیه به شمار می‌روند.